# Yukika Teramoto
Yukika Teramoto (寺本 來可 Teramoto Yukika?, Shizuoka, 16 de febrero de 1993), conocida monóninamente como Yukika (en coreano: 유키카; en japonés: ユキカ), es una cantante y actriz japonesa radicada en Corea del Sur. También fue modelo y actriz de voz.
Después de aprobar con éxito la audición para Nicola en 2006, Teramoto modeló exclusivamente para la revista hasta 2009. En 2007, hizo su debut como actriz en la adaptación en imagen real del drama ChocoMimi. Entre 2009 y 2012, prestó su voz para varias series de anime y videojuegos, entre las que destacan Rouge Clafoutis de Dog Days, Chiri Nakazato de Seitokai Yakuindomo y Kaname Nonomiya de Gal Gun.
Después de tomar un descanso en 2012 para enfocarse en sus estudios universitarios, Teramoto regresó al entretenimiento en 2015. En 2016, Teramoto protagonizó el drama surcoreano The Idolmaster KR y debutó en el grupo femenino de k-pop Real Girls Project, lo que impulsó su carrera en Corea del Sur. En 2019, lanzó su primer sencillo en solitario en coreano, "Neon". Su álbum debut, Soul Lady, fue publicado en julio del 2020.

## Carrera

### 2006–2009: Debut como modelo y actriz
En 2006, Teramoto fue una de las ganadoras del Gran Premio en la décima edición de las audiciones de modelos para la revista de moda preadolescente Nicola, seleccionada entre 5.986 aspirantes. Comenzó a trabajar como modelo exclusiva para Nicola desde la edición de septiembre de 2006 hasta la de marzo de 2009. Hizo su debut como actriz en la adaptación de imagen real de ChocoMimi en 2007.   Además de interpretar al personaje principal Choco, Teramoto también lanzó música como su personaje junto con Kayano Masuyama bajo el nombre de Choco & Mimi. Su primer sencillo, "Happy Happy!", fue publicado en 2008 como el tema de apertura de ChocoMimi y alcanzó el puesto #175 en la lista semanal de sencillos de Oricon.
En 2008, Teramoto debutó en el cine con un papel secundario en Handsome Suits. También apareció en comerciales para la bebida Pocari Sweat de Otsuka Pharmaceutical, la cadena de heladería Baskin Robbins y el videojuego Happy Dance Collection de Bandai Namco Entertainment para la Nintendo Wii.

### 2009–2012: Carrera como actriz de voz y pausa profesional
Tras graduarse como modelo de Nicola, Teramoto se unió a la agencia I'm Enterprise como actriz de voz y debutó con un papel menor en K-On!. Comenzó a asistir a la escuela de formación de actores de voz NichiNare. Además de prestar su voz en varias series de anime y videojuegos, tuvo un papel recurrente en Dog Days como Rouge Clafoutis, en Seitokai Yakuindomo como Chiri Nakazato y en Gal Gun como Kaname Nonomiya. En 2012, Teramoto se retiró temporalmente para empezar una carrera universitaria y renunció a I'm Enterprise el 28 de diciembre de 2011.

### 2015–2023: Real Girls Project, debut como solista y retiro
Teramoto regresó a la industria del entretenimiento en agosto de 2015  y apareció en comerciales y obras de teatro. Declaró que su interés por la cultura surcoreana comenzó tras escuchar la canción "Gee" de Girls' Generation. También creció escuchando a artistas surcoreanas como Girls' Generation, Kara y BoA. En 2016, audicionó para The Idolmaster KR, una adaptación dramática surcoreana de la serie de videojuegos original. Ella fue la única japonesa del elenco. Además de interpretar una versión ficticia de ella misma en The Idolmaster KR, Teramoto también fue parte del Real Girls Project, un grupo ídolo surcoreano creado específicamente para el drama. Teramoto también fue concursante del reality show Mix Nine junto con otras integrantes de Real Girls Project; terminando en el puesto 34.
Tras la disolución de Real Girls Project, Teramoto dejó Mole Entertainment para firmar con Estimate Entertainment. En 2018, Teramoto fue seleccionada para interpretar a Yui, un papel secundario para el drama web surcoreano Hello, Stranger!. También prestó su voz a los personajes Athena y Palas en el videojuego móvil Destiny Child; además de interpretar una nueva versión del tema principal del juego, "Da yo ne Da yo ne".
El 22 de febrero de 2019, Teramoto lanzó su primer sencillo solista en coreano "Neon", que tenía un concepto de "nueva chica retro" basado en el género city pop. Ese mismo año, lanzó su siguiente sencillo "Cherries Jubiles", el 9 de julio. En preparación para su primer álbum de estudio, Soul Lady, Teramoto lanzó "Yesterday" el 8 de julio de 2020, como una sencillo de prelanzamiento. Soul Lady se publicó oficialmente el 21 de julio de 2020, junto con la canción principal del mismo nombre.
El 30 de noviembre de 2020, Teramoto anunció la rescisión de contrato con Estimate Entertainment. Un mes después, Teramoto firmó con Ubuntu Entertainment, una nueva agencia fundada por su exrepresentante.
En febrero de 2021, Ubuntu Entertainment anunció que Teramoto regresaría con su primer EP durante la primera mitad de ese mismo año.  El 2 de marzo, lanzó el sencillo, "Lovemonth", como adelanto para su nuevo EP titulado Timeabout. Timeabout fue publicado el 7 de abril de 2021, junto con el videoclip del tema principal del EP, titulado "Insomnia".
El 20 de septiembre de 2021, Teramoto lanzó el sencillo digital "Loving You". El 29 de septiembre, publicó su primer sencillo original en japonés, "Tokyo Lights", unos meses después de estrenar la versión japonesa de "Insomnia".
El 23 de junio de 2022, Teramoto publicó el sencillo digital "Scent".
En 5 de diciembre de 2022, Teramoto anunció a través de una publicación en Instagram que había dejado Ubuntu Entertainment el 30 de noviembre de 2022.  También mencionó que estaba trabajando en su próximo álbum, aunque señaló que requeriría algo de tiempo. El 11 de diciembre de 2022, lanzó su último sencillo, "Space Science", siendo esta su última publicación bajo dicha agencia.
El 1 de diciembre de 2023, Teramoto lanzó Time-Lapse, una colección de remakes de canciones clásicas de city pop. El mismo día, anunció a través de Instagram que el álbum probablemente sería el último.

## Vida personal
El 23 de abril de 2022, Ubuntu Entertainment anunció que se casará con su novio coreano.  El 1 de julio de 2022, Teramoto reveló a través de YouTube que su esposo es Kim Min-hyuk, exintegrante de la boyband MAP6. El 26 de marzo de 2023, Teramoto anunció en Instagram que la pareja se había casado el día anterior. 
El 1 de enero de 2024, Teramoto anunció en Instagram que estaba embarazada y que tenía previsto dar a luz a finales de la primavera de ese mismo año. Su primera hija nació el 25 de marzo de 2024.

## Filmografía

### Live-action

#### Televisión
| Año  | Título                          | Papel                   | Red      | Notas                                 |
| ---- | ------------------------------- | ----------------------- | -------- | ------------------------------------- |
| 2007 | ChocoMimi                       | Chiyoko "Choco" Sakurai | TV Tokio | Papel principal                       |
| 2017 | The Idolmaster KR               | Yukika                  | SBS      | Papel principal                       |
| 2017 | Mix Nine                        | Ella misma              | JTBC     | Reality show; terminó en el puesto 34 |
| 2018 | Must Eat: It's OK to Live Alone | Ella misma              | SBS Plus | Reality show                          |
| 2018 | ¡Hello, Stranger!               | Yui                     | tVN Asia | Drama web; papel secundario           |

#### Películas
| Año  | Título         | Papel | Notas                 |
| ---- | -------------- | ----- | --------------------- |
| 2008 | Handsome Suits | Extra | Debut cinematográfico |

#### Teatro
| Año  | Título                                           | Notas  |
| ---- | ------------------------------------------------ | ------ |
| 2015 | Gakuya: Nagare Saru Mono wa Ya ga Tenatsukashiki | [ 26 ] |
| 2015 | Twelve Angry Men                                 | [ 27 ] |
| 2016 | Aoi Season                                       | [ 28 ] |

#### Apariciones en vídeos musicales
| Año  | Artista       | Canción               |
| ---- | ------------- | --------------------- |
| 2007 | Muramasa      | "Yumefurin"           |
| 2008 | Motohiro Hata | "Kimi Meguru Boku"    |
| 2019 | Sungtae       | "Maybe we found love" |

### Actuación de voz

#### Anime
| Año  | Título              | Papel             | Notas            |
| ---- | ------------------- | ----------------- | ---------------- |
| 2009 | K-On!               | Estudiante        | Episodio 9       |
| 2010 | Oreimo              | Mucama            | Episodio 2       |
| 2010 | Kiddy Girl-and      | Robot de limpieza | Episodio 13      |
| 2010 | Seitokai Yakuindomo | Chiri Nakazato    | Papel secundario |
| 2010 | Night Raid 1931     | Voces adicionales |                  |
| 2010 | Chu-Bra!!           | Kojima            | [ 6 ]            |
| 2010 | Motto To Love-Ru    | Oku-chan          | [ 6 ]            |
| 2010 | Dog Days            | Rouge Clafoutis   | Papel secundario |
| 2010 | Trip Trek           | Furuti            |                  |

#### Películas
| Año  | Título                                                                            | Papel | Notas |
| ---- | --------------------------------------------------------------------------------- | ----- | ----- |
| 2010 | Keroro Gunso the Super Movie: Creation! Ultimate Keroro, Wonder Space-Time Island | Niño  | Voz   |

#### OVA
| Año  | Título              | Papel                        | Notas |
| ---- | ------------------- | ---------------------------- | ----- |
| 2010 | Kissxsis            | Keita Suminoe (joven)        | [ 6 ] |
| 2011 | Seitokai Yakuindomo | Chiri Nakazato, Misaki Amano | [ 6 ] |
| 2011 | Five Numbers        | Voces adicionales            |       |
| 2011 | Baby Princess       | Nijiko Amatsuka              | [ 6 ] |

#### Videojuegos
| Año  | Título                            | Papel            | Notas        |
| ---- | --------------------------------- | ---------------- | ------------ |
| 2010 | Class of Heroes 2G                |                  | [ 6 ]        |
| 2010 | Dengeki no Pilot: Tenkū no Kizuna | Fiona            | [ 6 ]        |
| 2010 | Love Once                         | Michiru Tsutsumi | [ 6 ]        |
| 2011 | Gal Gun                           | Kaname Nonomiya  | [ 6 ] [ 29 ] |
| 2011 | Love Once: Mermaid's Tears        | Michiru Tsutsumi | [ 6 ]        |
| 2011 | Growlanser Wayfarer of Time       | Tricia           | [ 6 ]        |
| 2018 | Destiny Child                     | Atenea, Palas    |              |

#### Drama CDs
| Año  | Título                                              | Papel           |
| ---- | --------------------------------------------------- | --------------- |
| 2009 | Love Lab                                            | Estudiante      |
| 2010 | Fight! Don't Disappear!! Shikiso Usuko-san          | Eiko Eshio      |
| 2010 | Goulart Knights Quatre Saisons Tsuki no Yuki Fubuki |                 |
| 2010 | A Certain Scientific Railgun Archives 3             | Futaba          |
| 2011 | Dog Days                                            | Rouge Clafoutis |

#### Radio
| Año       | Título                            | Papel    | Cadena                       | Notas                                                             |
| --------- | --------------------------------- | -------- | ---------------------------- | ----------------------------------------------------------------- |
| 2009–2010 | Dengeki no Pilot: Radio no Kizuna | Locutora |                              | [ 6 ]                                                             |
| 2010–2011 | A & G Next Generation Lady Go!!   | Locutora | Nippon Cultural Broadcasting | Con Shiori Mikami, Mikako Komatsu, Rumi Okubo, y Natsumi Takamori |

## Discografía

### Álbumes de estudio
| Título     | Detalles del álbum                                                                                  | Posición más alta en las listas | Ventas       |
| Título     | Detalles del álbum                                                                                  | KOR                             | Ventas       |
| ---------- | --------------------------------------------------------------------------------------------------- | ------------------------------- | ------------ |
| Soul Lady  | - Publicado: 21 de julio de 2020 - Sello: Estimate Entertainment, Dreamus - Formatos: CD, streaming | 8                               | - KOR: 7,563 |
| Time-Lapse | - Publicado: 1 de diciembre de 2023 - Sencillo: Studio H2 Entertainment - Formatos: CD, streaming   | 40                              | - KOR: 3,951 |

### EPs
| Título    | Detalles del álbum                                                                                                   | Posición más alta en las listas | Ventas       |
| Título    | Detalles del álbum                                                                                                   | KOR                             | Ventas       |
| --------- | --- | ------------------------------- | ------------ |
| Timeabout | - Lanzamiento: 7 de abril de 2021 - Sello: Ubuntu Entertainment, YG Plus - Formatos: CD, descarga digital, streaming | 35                              | - KOR: 8.446 |

### Sencillos

#### Como solista
| Título                                                                                 | Año  | Posición más alta en las listas | Álbum      |
| Título                                                                                 | Año  | KOR DL                          | Álbum      |
| -------------------------------------------------------------------------------------- | ---- | ------------------------------- | ---------- |
| "Neon" (네온)                                                                          | 2019 | —                               | Soul Lady  |
| "Cherries Jubiles" (좋아하고 있어요)                                                   | 2019 | —                               | Soul Lady  |
| "Yesterday"                                                                            | 2020 | —                               | Soul Lady  |
| "Soul Lady" (서울여자)                                                                 | 2020 | —                               | Soul Lady  |
| "Lovemonth" (애월 (愛月))                                                              | 2021 | 143                             | Timeabout  |
| "Insomnia"                                                                             | 2021 | 149                             | Timeabout  |
| "Loving You" (여자이고 싶은걸)                                                         | 2021 | 132                             |            |
| "Tokyo Lights"                                                                         | 2021 | —                               |            |
| "Scent" (향기)                                                                         | 2022 | 182                             |            |
| "Space Science" (우주의 법칙)                                                          | 2022 | —                               |            |
| "I Want to Be Closer to You"                                                           | 2023 | —                               | Time-Lapse |
| "—" señala sencillos que no debutaron en las listas o no fueron lanzadas en la región. |      |                                 |            |

#### Como artista invitada
| Título                             | Año  | Álbum |
| ---------------------------------- | ---- | ----- |
| "Feel Free" (FreeTEMPO con Yukika) | 2021 | Sekai |

#### Sencillos promocionales
| Título                                       | Año  |
| -------------------------------------------- | ---- |
| "Love in TV World" (TV를 켜요)               | 2020 |
| "What're You Doing Tonight?" (오늘 밤 뭐해?) | 2021 |

#### Colaboraciones
| Títulos                                 | Año  | Álbum                |
| --------------------------------------- | ---- | -------------------- |
| "Starry Lights" (별빛) (con Jinjalim)   | 2021 | Change Up            |
| "The Moment" (그라데이션) (con Pat Lok) | 2021 |                      |
| "To the Light" (con nokdu)              | 2021 |                      |
| "Moonset" (긴 밤) (con Kim Mijeong)     | 2022 | Moonset with KozyPop |

#### Apariciones enbandas sonoras
| Título                                                                                 | Año  | Posición más alta en listas | Posición más alta en listas | Álbum                     |
| Título                                                                                 | Año  | KOR DL                      | JPN                         | Álbum                     |
| -------------------------------------------------------------------------------------- | ---- | --------------------------- | --------------------------- | ------------------------- |
| "Happy Happy!" (ハピハピ！?) (con Kayano Masuyama como Choco & Mimi)                   | 2007 | —                           | 175                         | ChocoMimi OST             |
| "Rocket" (ロケット?) (varios artistas)                                                 | 2008 | —                           | —                           | ChocoMimi OST             |
| "Da yo ne Da yo ne" (だよねだよね?)                                                    | 2018 | —                           | —                           | Destiny's Child OST       |
| "Please Me" (오늘 나를 부탁해)                                                         | 2021 | —                           | —                           | BnB OST: 20th Anniversary |
| "Curious" (속이 궁금해) (con Daybreak)                                                 | 2021 | 111                         | —                           | Back to You OST           |
| "—" señala sencillos que no debutaron en las listas o no fueron lanzadas en la región. |      |                             |                             |                           |

### Apariciones como invitada
| Título        | Año  | Otro(s) artista(s) | Álbum    |
| ------------- | ---- | ------------------ | -------- |
| "Orange Road" | 2020 | Bronze             | Aquarium |
| "Time Slip"   | 2022 | Bronze             | Skyline  |

### Vídeos musicales
| Año  | Título                         | Director(es)    |
| ---- | ------------------------------ | --------------- |
| 2019 | "Neon"                         | Digipedi        |
| 2019 | "Cherries Jubiles"             | Digipedi        |
| 2020 | "Soul Lady"                    | Digipedi        |
| 2021 | "Insomnia"                     | Wanda (NDP)     |
| 2021 | "여자이고 싶은걸 (loving you)" | 임경환          |
| 2022 | "Scent "                       | KozyPop, two_di |
| 2023 | "I Want to Be Closer to You"   | TRYBE           |

## Premios y nominaciones
| Ceremonia           | Año  | Categoría          | Trabajo(s) nominado(s) | Resultado |
| ------------------- | ---- | ------------------ | ---------------------- | --------- |
| Korean Music Awards | 2021 | Mejor álbum de pop | Soul Lady              | Nominado  |
| Korean Music Awards | 2021 | Mejor álbum de pop | Soul Lady              | Nominado  |